# Новобратское (Херсонская область)
Новобратское (укр. Новобратське) — село в Кочубеевской сельской общине Бериславского района Херсонской области Украины.
Почтовый индекс — 74014. Телефонный код — 5535.

## Население
Население по переписи 2001 года составляло 240 человек.

### Языковой состав
Родной язык населения по данным переписи 2001 года:
| Язык       | Численность, чел. | Доля     |
| ---------- | ----------------- | -------- |
| Украинский | 210               | 87,50 %  |
| Русский    | 28                | 11,66 %  |
| Другое     | 2                 | 0,84 %   |
| Итого      | 240               | 100,00 % |